# Angelo Lauricella
Angelo Lauricella (Racalmuto, 12 giugno 1950) è un politico italiano.
Militante e dirigente della Federazione Provinciale di Agrigento del PCI-PDS-DS, milita attualmente nel Partito Democratico.

## Biografia
È stato consigliere comunale e provinciale ad Agrigento e membro della Segreteria Regionale del PCI.
Alle Elezioni Politiche del 14 giugno 1987 fu eletto alla Camera dei deputati per il PCI nella circoscrizione Palermo-Trapani-Agrigento-Caltanissetta, raccogliendo 28.663 preferenze.
Alle Elezioni Politiche del 5 aprile 1992 fu eletto alla Camera dei deputati per il PDS nella circoscrizione Palermo-Trapani-Agrigento-Caltanissetta, raccogliendo 16.277 preferenze.
Alle Elezioni Politiche del 27 marzo 1994 fu eletto al Senato della Repubblica per il PDS con la coalizione dei Progressisti raccogliendo 38.982 voti nel collegio uninominale di Agrigento.
Alle Elezioni Politiche del 21 aprile 1996 fu eletto al Senato della Repubblica per il PDS con la quota proporzionale, avendo raccolto con la coalizione dell'Ulivo 39.602 voti nel collegio uninominale di Agrigento.
Alle primarie del PD del 14 ottobre 2007, sostiene la candidatura a Segretario Nazionale di Walter Veltroni venendo eletto all'Assemblea Costituente del Pd.
Ricopre la carica di Presidente dell'USEF (Unione Siciliana Emigrati e Famiglie) e di Presidente provinciale dell'ANPI di Agrigento.